# 三鬼鑑太郎
三鬼 鑑太郎（みき かんたろう、1866年6月9日（慶応2年4月26日） - 1943年（昭和18年）4月21日）は、日本の政治家（衆議院議員）、実業家。

## 来歴・人物
1866年（慶応2年）、幕末時代の半田銀山の役人であった三鬼鑑の息子として現在の福島県に出生。
明治法律学校（現・明治大学）卒業後、岩手県庁の官吏となり、下閉伊郡や和賀郡の郡長を務めた後、花巻と仙人峠を結ぶ花巻軽便鉄道を建設するため、民間に下り、初代社長となる。花巻軽便鉄道による鉄道建設は実現しなかったが、同じ目的で設立された岩手軽便鉄道に常務として招かれ 、のちに社長となる。岩手軽便鉄道の国有化に尽力し、釜石線として国有化されたのは三鬼の社長在任中であった。
1917年（大正6年）7月、三鬼が団長となって花巻町の実業家による「東海岸実業視察団」が結成され、釜石・宮古を訪問した。この視察団には、当時盛岡高等農林学校在学中だった宮沢賢治も参加している。
1936年（昭和11年）、第19回衆議院議員総選挙に昭和会から岩手2区で立候補し、岩手軽便鉄道の国による買収を掲げて当選。1期（1年）務めた。岩手軽便鉄道の国有化は、三鬼の当選から約半年後に実現している。1943年（昭和18年）4月21日、死去。
非石の雅号を持ち、俳句や書にも堪能であった。5男4女に恵まれ、子に三鬼隆（日経連（現日本経済団体連合会）第2代会長、日本製鐵社長）、孫に三鬼彰（新日本製鐵会長）などがいる。また、外曾孫の一人は、タレントの出川哲朗（次男の娘が出川哲朗の母）。